# Tilàpia de cua escatosa
La tilàpia de cua escatosa (Oreochromis urolepis) és una espècie de peix de la família dels cíclids i de l'ordre dels perciformes.

## Subespècies
- Oreochromis urolepis hornorum (Trewavas, 1966)
- Oreochromis urolepis urolepis (Norman, 1922)